# 李淑德
李淑德（1929年9月15日—），台灣音樂教育家，專長小提琴。國立臺灣師範大學音樂系畢業。師大音樂系教授退休。曾擔任許多管弦樂團指揮，對台灣音樂教育貢獻良多，有「台灣小提琴教母」的美譽。

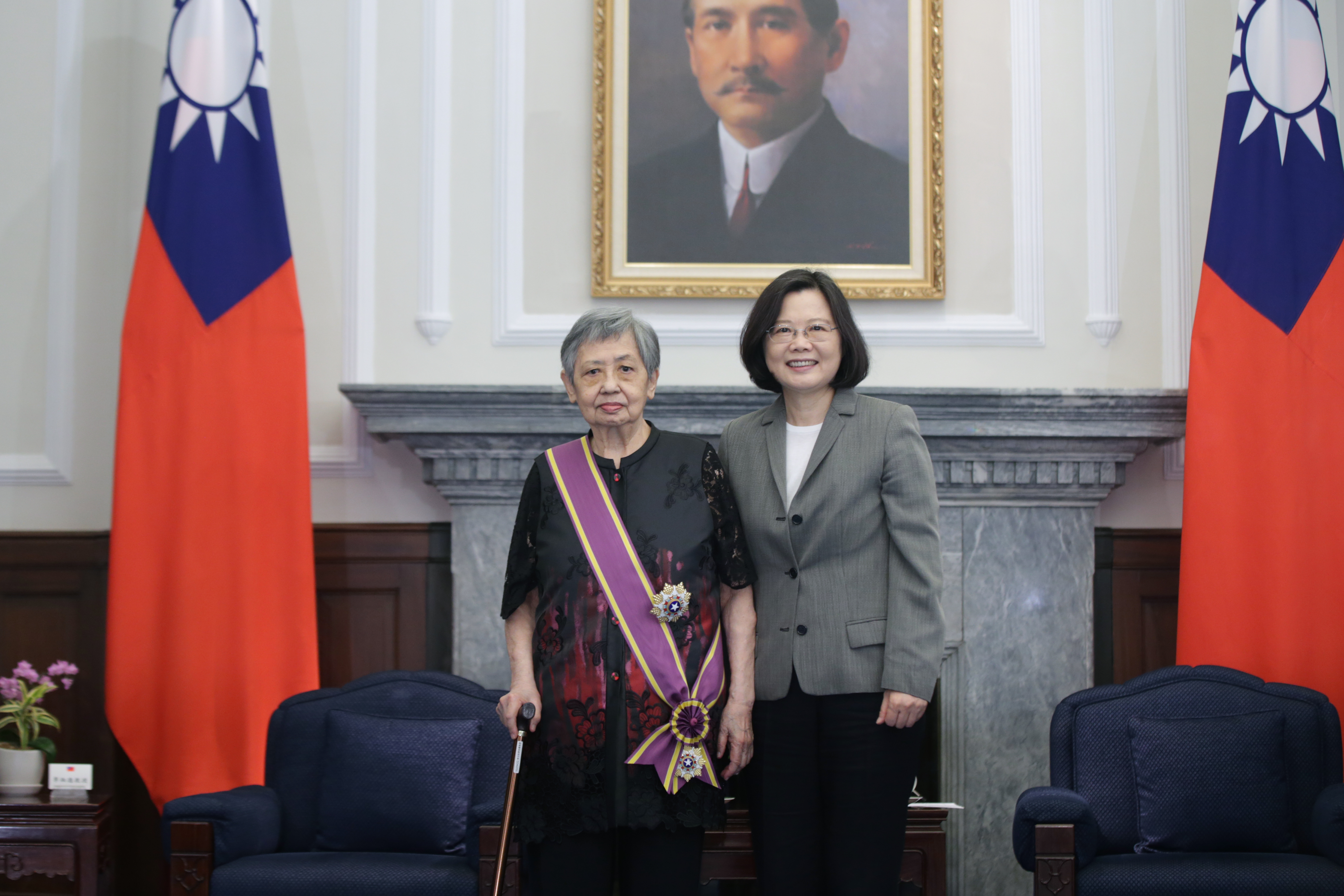
2017年5月22日，李淑德與蔡英文總統合影。

## 生平

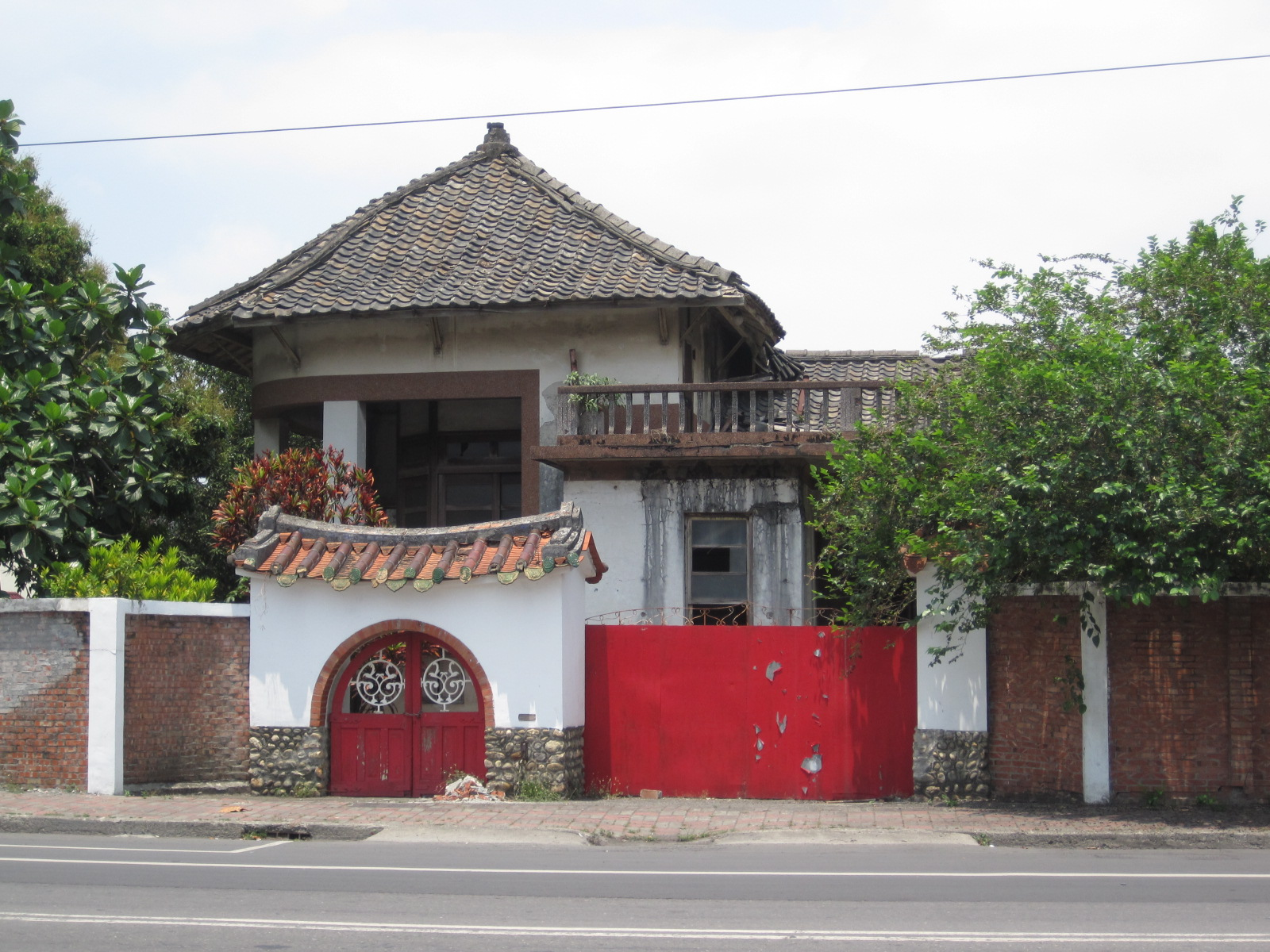
李淑德故居

1929年出生於高雄州屏東郡屏東街（現屏東縣屏東市）自家所開設的德昭醫院，在家中排行老四。醫師父親李明家熱愛音樂，曾師從張福興學習小提琴，母親也善於彈奏鋼琴

。父親在家中收藏了不少的樂器，逢年過節也常常聘請南管樂團至家中演奏，並在屏東當地成立「曼陀鈴」樂團，李淑德從小便受家庭氛圍的影響對音樂產生興趣。
1942年進入屏東女中就讀，为了能进入学生院团，李淑德開始學習小提琴。學習過程中她一度愛上大提琴的音色，但最後由於坐不住且嚮往小提琴的自由自在而選擇小提琴為終身志願。
1948年考進臺灣省立師範學院（今國立台灣師範大學）藝術系，二年級學校因「四六學潮」停課一個月，重新開課後許多同學選擇不繼續就學，而李淑德則轉系至音樂系，師從戴粹倫學習小提琴，成為師大音樂系第一屆畢業生。
1957年，赴美國紐約州奈亞克教會學院就讀，三個月後成功申請獎學金，進入美國波士頓新英格蘭音樂學院就讀，申請時評審詢問未來志向時，李淑德因為自認起步比別人晚，不容易成為演奏家，於是回答：「我要當一位好老師」。入學後她先後跟隨阿佛列‧克利波斯（Alfred Krips）與露絲‧波賽特（Rufh Posselt）學習小提琴，並於1964年取得小提琴音樂碩士。
1964年回台任教於臺南神學院教授和聲學與視唱聽寫，並與楊瓊珍合作在台灣舉辦了四場演唱會。1965年獲母校國立台灣師範大學聘請任教，教學生涯教授了許多知名小提琴家，如林昭亮、胡乃元、蘇正途、陳沁紅、簡名彥等。1971年李淑德成立「中華少年管絃樂團」並擔任團長、教練兼樂團指揮，除了不時聘請客席指揮來指導樂團外，也在台南開設儲訓班訓練未來團員，並舉辦暑期集訓營。1976年中華少年管絃樂團以「中華民國華美青少年絃樂團」為名赴美巡迴演出，慶祝美國建國兩百年。
1995年從國立台灣師範大學退休，至國立臺灣師範大學附屬高級中學音樂班擔任管絃樂團指揮。2009年舉辦八十大壽音樂會，曾經的學生共聚一堂，參與演出
。2016年，李淑德的學生鄭俊騰
以鄭俊騰名琴弦樂器有限公司舉辦了｢李淑德教授小提琴菁英賽」，決賽舉辦於松菸誠品表演廳，小提琴家林昭亮等人到場評審。2017年獲中華民國總統頒發「二等景星勳章」，表揚其對台灣音樂教育貢獻。隨後屏東「最南方‧思想起─2017總統府音樂會」，總共三個部分時長80分鐘，其中第一部分的「李淑德禮讚」傳達了李淑德對台灣小提琴教育的貢獻。

## 學歷
- 國立屏東女子高級中學

- 國立臺灣師範大學音樂系學士

- 美國新英格蘭音樂學院碩士

## 經歷
- 國立臺灣師範大學音樂系教授

- 台南3B兒童管弦樂團

- 台中少年兒童管弦樂團

- 中華兒童管弦樂團

- 華美青少年管弦樂團

- 中華少年管弦樂團

- 師大附中管弦樂團

## 荣誉

### 中华民国勋章奖章
- 二等景星勋章（2017年5月22日于台北总统府颁授[10]）